# Niels Carels
Niels Carels (Arnhem, 22 juli 1977) is een Nederlandse schrijver.
Hij doorliep in Arnhem de middelbare school, studeerde kort aan de Hogeschool van Arnhem en Nijmegen, en begon aan de studie Nederlandse taal- en letterkunde aan de Universiteit van Amsterdam. In 2005 studeerde hij af aan de faculteit Film- en Televisiewetenschap met een scriptie over verborgen genres in de Amerikaanse independent cinema.
Van 1997 tot 2004 was hij redacteur van literair tijdschrift Nymph. In 2000 verscheen zijn debuutroman Neon bij uitgeverij Prometheus, een nachtboek over de kunstschilder Edward Zeehond en zijn zoektocht naar Het Meisje met de Duizend Gezichten, maar ook over de vergankelijkheid van de roem en het innerlijke zwart van mensen. Hij woonde een jaar in Barcelona. Nu woont hij weer in Amsterdam. Zijn tweede roman, Betamax, verscheen in september 2007 bij Van Gennep.
Enige tijd was hij columnist voor het Amsterdamse universiteitsblad Folia. Ander werk verscheen onder meer in Passionate en Esquire en in de verhalenbundels Helios 80 (1999), Idolen (2002), De verhuizing (2003), De koffer in (2004) en Brieven aan Ayaan Hirsi Ali (2005). In 2006 verscheen zijn vertaling/bewerking van Latif Yahia's Dubbelganger van de duivel.
Sinds 2003 heeft hij samen met Vincent Schmitz een weblog: Niels en Vincent - Omdat Alleen Tekst Ook Heel Stoer Is.